# Lindenau (Dermbach)
Lindenau ist ein Ortsteil von Dermbach im Wartburgkreis in Thüringen.

## Lage
Östlich von Dermbach an der Kreisstraße 92A mit Anschluss an die Landesstraße 1026 im Tal der Felda liegt Lindenau. Etwa einen Kilometer östlich befinden sich als Gewerbegebiet ausgewiesene Gebäude und Anlagen der Agrargenossenschaft Rhönland AG. Die geographische Höhe des Ortes beträgt 370 m ü. HN.

## Geschichte
Am 7. August 1130 wurde Lindenau im Feldatal urkundlich erwähnt. Der Ort war im Besitz des Klosters Zella und hatte bis zum Jahre 1428 einen als „Kloster“ bezeichneten Terminhof am Ortsrand, dessen Räumung in den erhaltenen Urkunden und Unterlagen der ehemaligen Propstei Zella erwähnt wird. Reste der Steingebäude sollen noch im 18. Jahrhundert vorhanden gewesen sein. Mehrfach wechselte die landesherrschaftliche Zugehörigkeit des Ortes: In der Gründungszeit lag es im Gebiet der Grafen von Neidhartshausen, nach deren Aussterben gelangte der Ort in das Amt der dem Kloster Fulda gehörigen Burg Fischbach, welches große Teile des oberen Feldatales vereinigte. Das Amt kam durch Verpfändung ab 1511 dauerhaft als Verwaltungsbezirk an die Grafen von Henneberg und wurde nach deren Aussterben zum Streitobjekt zwischen dem Kloster Fulda und den Ernestinern als rechtmäßige Erben des Amts.
Das Amt Fischberg wurde im Fischberger Rezess zwischen der Fürstabtei Fulda und dem Herzogtum Sachsen-Weimar-Eisenach geteilt, wobei die Orte rechts der Felda, ohne Lindenau, 1764 an Sachsen fielen und zunächst dem Amt Kaltennordheim eingegliedert wurden, bis 1815 das restliche Amt Fischberg mit Lindenau ebenfalls an Sachsen-Weimar-Eisenach kam.
Im Ort Lindenau lebten 1955 56 Einwohner, gegenwärtig (2012) sind es noch 36.